# De fem utvalda
De fem utvalda (The Power of five) är en serie böcker av Anthony Horowitz som handlar om fem barn som ska rädda världen från De Gamla.
De Gamla är onda och vill störta mänskligheten, endast fem barn kan stoppa dem. Hela serien bygger på att De Gamla försöker ta sig tillbaka till vår värld och ta över den. I början av serien är det ingen av dem som vet om att de är utvalda, men allt eftersom inblandas de allihopa.
Hittills har följande böcker utkommit:
- Korpens port, 2005 (Raven's gate)
- Ondskans stjärna, 2006 (Evil star)
- Dödens fält, 2007 (Nightrise)
- Hoppets tempel, 2009 (Necropolis)
- Oblivion (inte översatt) 2012

I första Boken (Korpens port) får Matt reda på att han är en av de utvalda.
Det sägs att fem utvalda räddade jorden en gång för tusentals år sen, och nu måste de fem rädda jorden igen från De Gamla.